# Meister von Nerezi

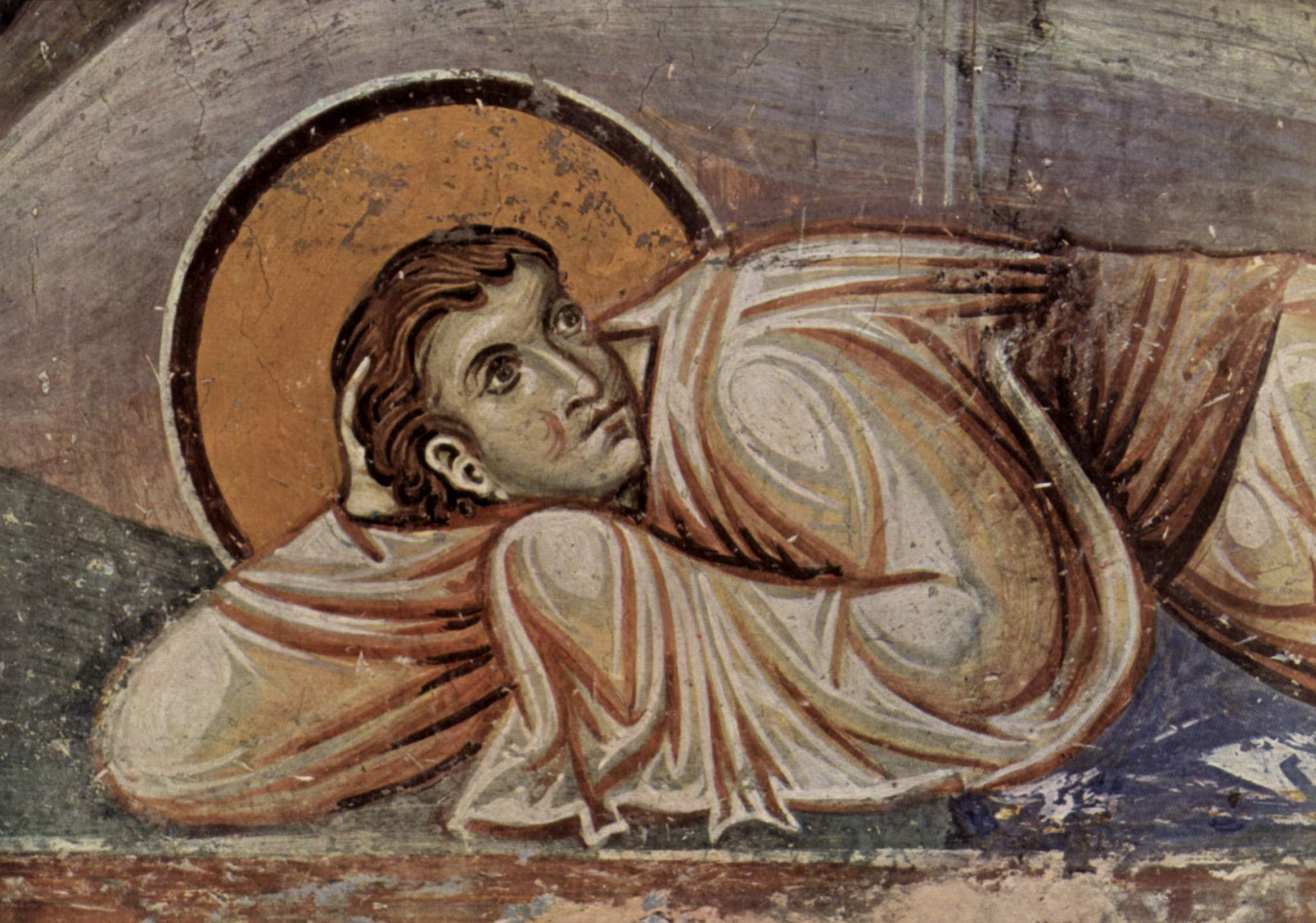
Meister von Nerezi: Verklärung Christi (Transfiguration), Detail, um 1200

Meister von Nerezi ist der Notname eines namentlich nicht bekannten Freskenmalers, der um 1165 die Kirche St. Panteleimon in Gorno Nerezi (mazedonisch: Горно Нерези) nahe der heutigen nordmazedonischen Hauptstadt Skopje mit Wandmalereien ausgestattet hat. Architektur und Fresken der Kirche gelten als ein herausragendes Denkmal der byzantinischen Kunst der Herrschaftsperiode eines der letzten bedeutenden Herrscher von Byzanz, Manuel I. Komnenos.

## Stifter der Fresken
Kirche und wohl auch Ausmalung wurden 1164 von dem Prinzen Alexios Angelos Komnenos gestiftet. Der Prinz war Mitglied der kaiserlichen Familie der Komnenen.

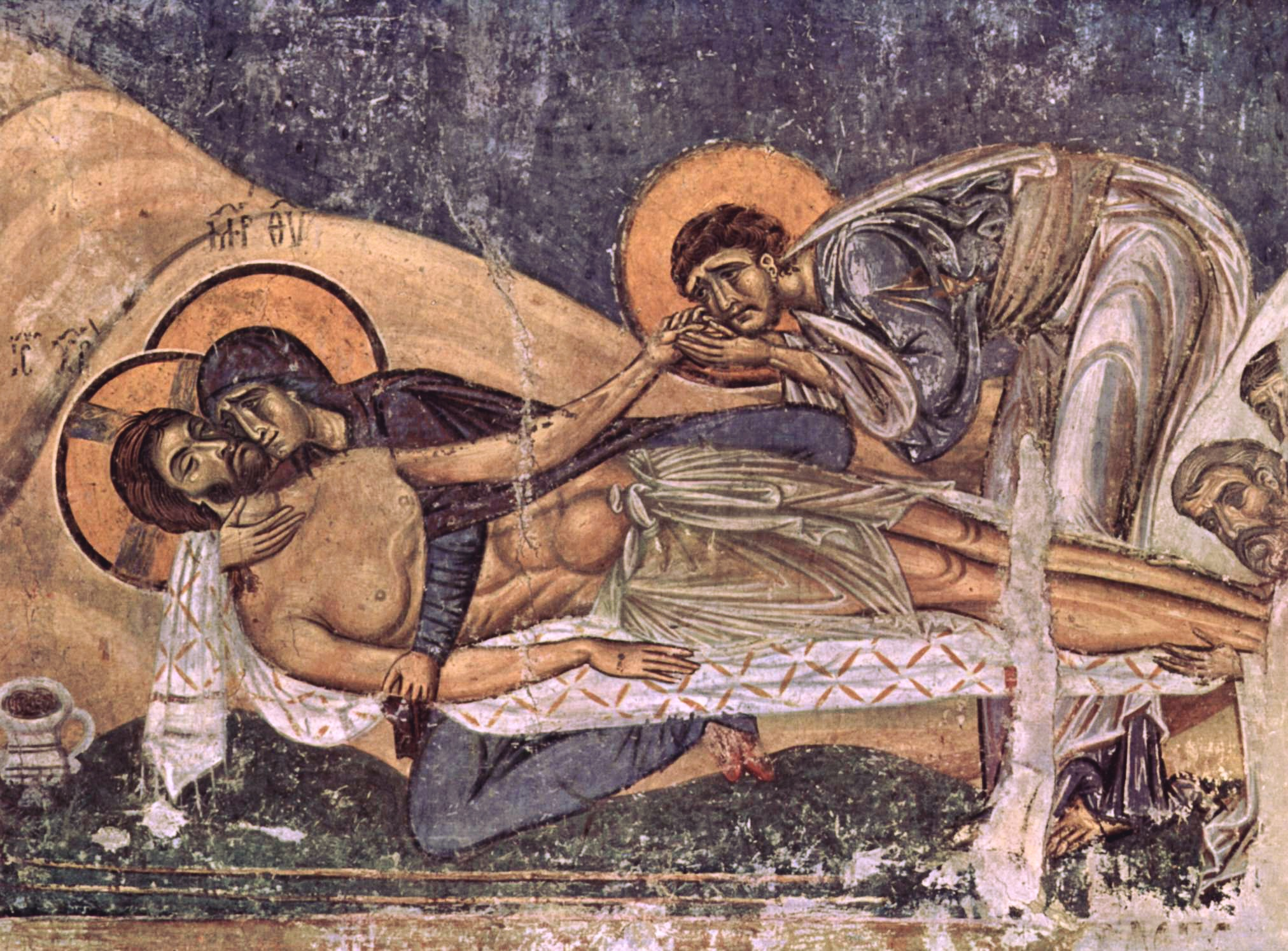
Meister von Nerezi: Beweinung Christi, um 1200, Byzanz

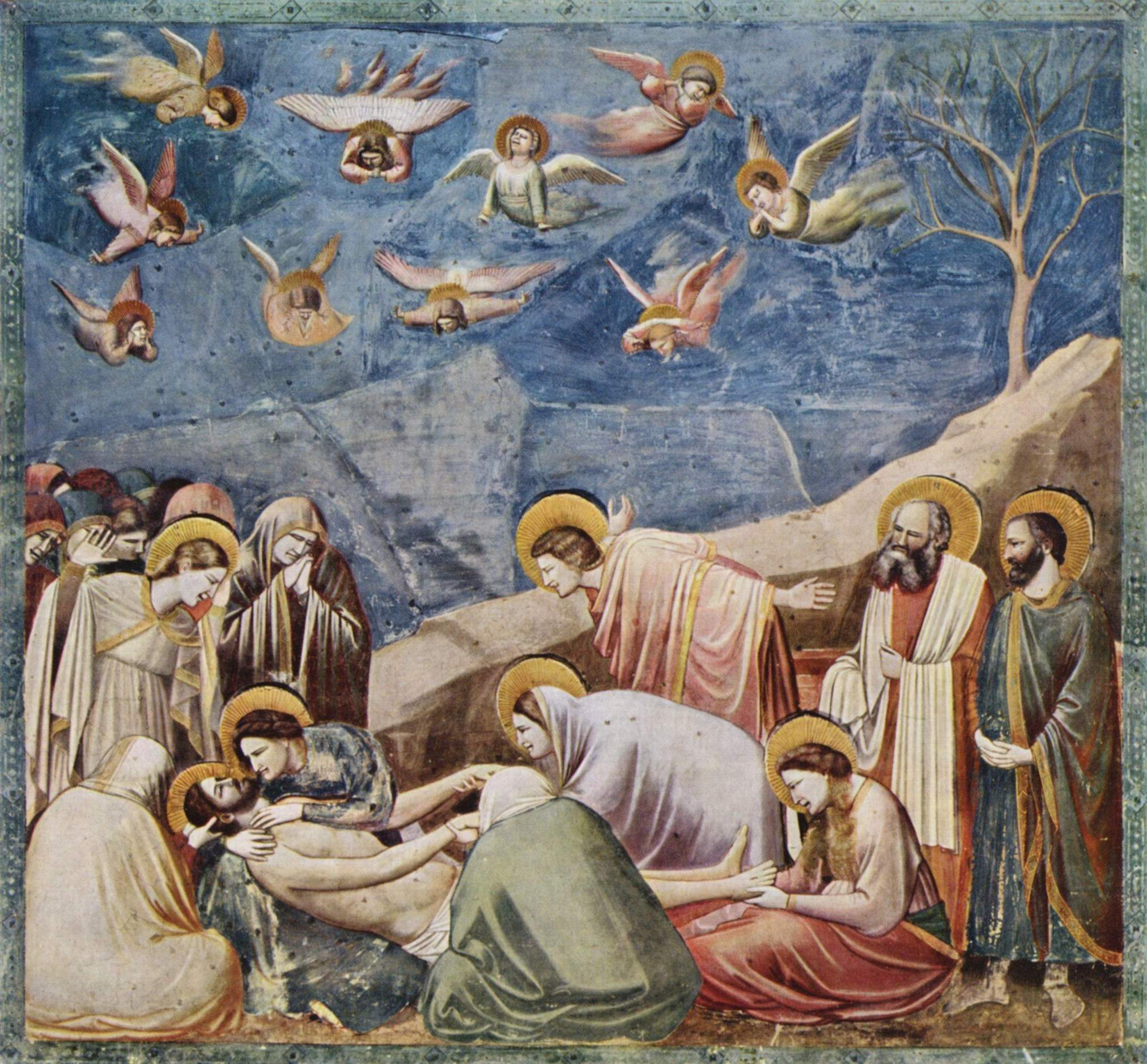
Giotto di Bondone: Beweinung Christi, um 1300, Italien

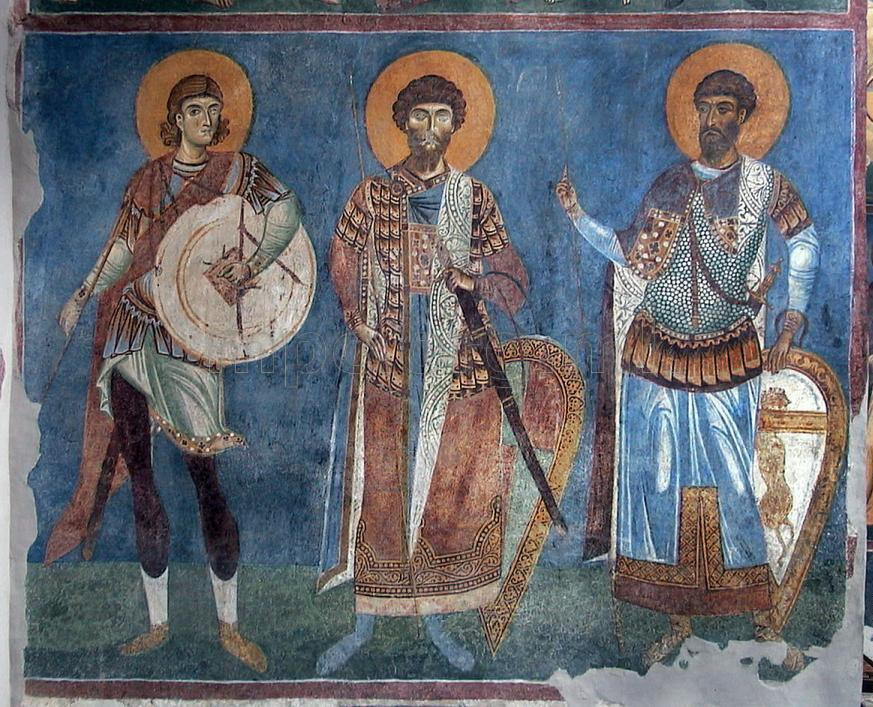
Meister von Nerezi: Heiligenfiguren (Soldaten Gottes), um 1200

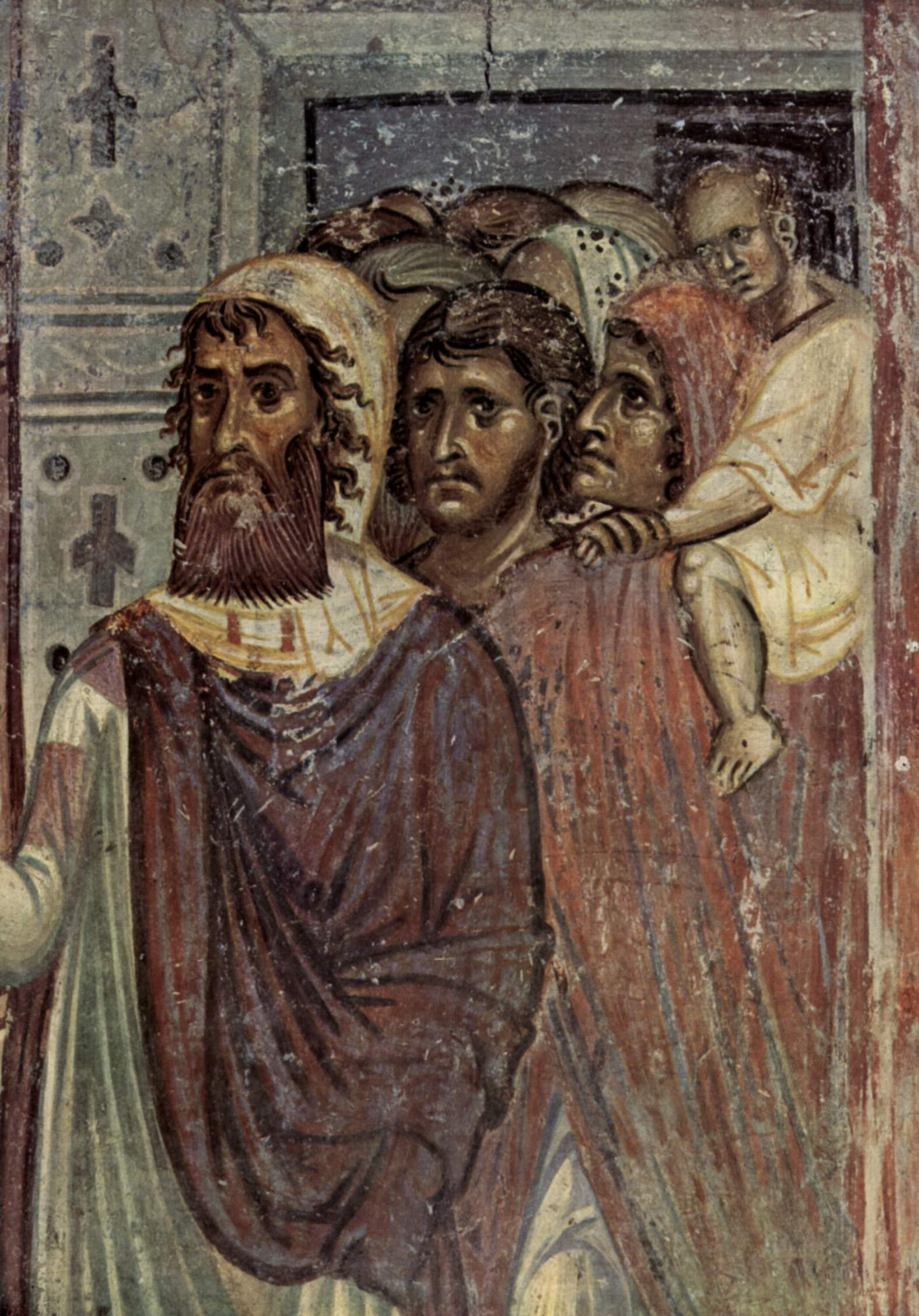
Meister von Nerezi: Einzug in Jerusalem, Detail, um 1200, Byzanz

## Stil des Meisters und kunsthistorische Bedeutung
Die Beweinung Christi ist ein besonderes und bekanntes Bild aus dem Zyklus der vom Meister von Nerezi gemalt Fresken. Durch Lebendigkeit und Anteilnahme der dargestellten Figuren am Geschehen entwickelt der Meister eine bisher formelhaft starre byzantinische Malweise wesentlich weiter. Trotzdem bleibt er weitgehend traditioneller byzantinischer Ikonographie verpflichtet; er drückt in den Bildern die Glaubensideale seiner Zeit, Region und Religion aus wie z. B. insbesondere in den Bildern, die die thronende Majestät Gottes (Pantokrator, hier als Priester) und die Gottesmutter in Glorie verherrlichen. Kultureller Austausch zwischen Konstantinopel und z. B. Florenz scheint dann den zwischen Tradition und Neuerung stehenden Stil, wie er vom Meister von Nerezi entwickelt wurde, auch nach Italien zu bringen.

## Giotto und der Stil des Meisters von Nerezi
Giotto wurde von solcher byzantinischer Malerei wie der des Meisters eindeutig beeinflusst. Seine Beweinung Christi in der Cappella degli Scrovegni in Padua z. B. zeigt Parallelen zu der Komposition des fast hundert Jahre früher tätigen Meister von Nerezi. Giotto übernimmt das Motiv und gibt nun den Figuren mehr Räumlichkeit und Dimension. In der teilweise umstrittenen Diskussion der Bedeutung eines byzantinischen Einflusses auf die Anfänge der Kunst der Renaissance kann das Werk des Meisters von Nerezi ein Beispiel sein, wie mittelalterliche italienische Freskenmaler wie der Franziskusmeister und Giotto oder die Maler von Kruzifixen wie der Meister der blauen Kreuze byzantinische Ikonographie sahen und daraus ein Bild entwickelten, dass eine lebens- und leidensnahe Darstellung Christi begann, eine weltnahe Betrachtung im Gegensatz zu verherrlichender Hagiographie.

## Restaurierung der Fresken
Nach einem Erdbeben im Jahr 1515 wurde die Kirche restauriert und dabei einige der Bilder in den oberen und mittleren Bereichen des Kirchenraums neu ausgemalt. Bei weiteren Versuchen der Restaurierung um 1885 wurden weitere Fresken in nicht qualitätsvoller Weise im Mittelschiff übermalt, 1923 wurden die originalen Fresken dann wieder freigelegt.

## Bildprogramm

### Kirchenraum
Bei der Kirche von Nerezi handelt es sich um eine byzantinische Kreuzkuppelkirche mit fünf Kuppeln.

### Marienleben und Passion Christi
Der zentrale Bereich der Kirche ist mit Szenen aus dem Leben Mariens, wie z. B. im Osten Geburt Mariens, Verkündigung und Geburt Christi versehen. Weiter wird dann z. B. im Westen das Leben und die Passion Christi dargestellt, wie z. B. Darstellung im Tempel, Kreuzabnahme und Beweinung, aber auch Verklärung (Transfiguration).

### Heilige
Unterhalb der Bilder des Marienlebens und der Passion werden bedeutende Heilige der Ostkirche dargestellt, darunter Arsenius von Scete, Johannes von Damaskus, Josef der Hymnograph, Makarios der Ägypter, Paulus von Theben, Theophanes Graptos und Theodor Studites sowie weitere heilige Mönche und Gelehrte. Aber auch einige heilige Streiter werden in byzantinischer Rüstung dargestellt.

### Kirchenpatron
Der Patron der Kirche, Panteleimon (Pantaleon), ist in einem der Archivolte dargestellt mit seinen Attributen als Arzt und Heiler.

### Christus und Maria
Ein kleineres rundes Fresko zeigt Christus als Hohen Priester der Eucharistie und weitere Bilder Maria in Glorie.